# 馬田·史基泰爾
馬田·史基泰爾（1984年12月15日—）是一位斯洛伐克職業足球員，三次奪得斯洛伐克足球先生，其中最近的一次為2011年，現為斯洛伐克國家隊成員。

## 職業生涯
史基泰爾6歲開始踢足球，但同時亦都是一位冰上曲棍球球手，他跟隨爸爸選擇為普列維扎效力，最後加入特倫辛，在16歲之前他曾嘗試很多位置，但在16歲後選擇成為一位後衛。

### 特倫辛
史基泰爾在特倫辛開始其職業足球生涯，他在2001年至2004年間為特倫辛踢過45場比賽。

### 辛尼特
史基泰爾於2004年7月31日俄羅斯盃的比賽中首次為辛尼特上陣，他表示隊中的斯洛伐克和捷克球員令他能夠適應俄羅斯的生活。他最後為球會上陣113場賽事和射入5個入球。於2007年，他幫助辛尼特奪得俄羅斯超級聯賽冠軍，這是他們自在前蘇聯解體後首次奪得國內聯賽冠軍。
據報道，華倫西亞、熱刺、愛華頓和紐卡素均對史基泰爾有興趣羅致。

### 利物浦
史基泰爾於2008年1月11日由辛尼特加盟利物浦，簽下4年半價值650萬英鎊的合約，並穿上37號球衣
。當時是利物浦有史以來最貴的後衛，此前紀錄由阿格保持。

在完成簽約後，利物浦領隊賓尼迪斯對史基泰爾有以下的評價：「他很快、很有侵略性、有高空優勢，所以我想他無論現在和未來都會成為一個很出色的球員。他十分有競爭力，而且心理質素也很好。」，而且賓尼迪斯把他與利物浦副隊長加歷查比較，「看他的一些比賽，他看上去就像加歷查一樣」，認為他的表現足以立足於紅軍。
他於對阿士東維拉的英超聯賽中首次上陣。在2008年1月26日，對著非聯賽球隊哈雲特的第四圈英格蘭足總盃比賽上首次擔任正選，可是表現卻未如理想。但在之後對著切爾西的聯賽上表現卻極之出色，作出多次及時的解圍和攔截，並成為利物浦球迷選出的賽事最佳球員。史基泰爾在2008年3月30日1-0擊敗愛華頓的聯賽後（是他首個默西賽德郡打吡）再次成為利物浦球迷選出的賽事最佳球員。經過好幾場的精彩表現後，利物浦球迷開始對史基泰爾充滿信心，並把他視作為利物浦未來發展的核心。
2008年10月5日，利物浦對曼城的英超聯賽中，史基泰爾在一次攔截下受傷離場，賽後初部診斷為右腳十字韌帶受傷。2008年11月，有報導指史基泰爾希望離隊回歸辛尼特，但賓尼迪斯迅速否認。
2009-10年球季史基泰爾在利物浦2-2战平曼城的比赛中打進了他在利物浦的首個入球。
2011/12年史基泰爾和丹尼尔·阿格組成的中堅組合成為英超頭三位的最全防線，失球數僅次於曼市雙雄。
2012年2月26日，史基泰爾在聯賽盃決賽中攻入一球，最終利物浦以點球5-4擊敗卡迪夫城，奪得英格蘭聯賽盃冠軍，並打破了六年的冠軍荒。

## 國際賽生涯
史基泰爾曾為斯洛伐克的青年隊參加多次的國際賽。在2004年，他首次為斯洛伐克國家足球隊上陣。

## 榮譽
- 斯洛伐克青年冠軍：2001年

辛尼特
- 俄羅斯超級聯賽冠軍：2007年

利物浦
- 英格蘭聯賽盃冠軍：2011/12年

個人
- 斯洛伐克足球先生：2007年、2008年、2011年

## 外部連結
- 利物浦個人檔案
- 史基泰爾非官方網站